# Mikel Beltoja
Mikel Beltoja (9. května 1935, Beltojë – 10. února 1974, Skadar) byl albánský římskokatolický kněz a mučedník.

## Život
Narodil se 9. května 1935 v Beltojë v Skadarském kraji.
Prožíval ateizaci albánské společnosti ale sám zůstal věrný křesťanství. Získal tajné teologické vzdělání pod vedením biskupa Ernesta Çoba, který jej 8. prosince 1961 vysvětil na kněze. Vykonával svou kněžskou službu v katedrále ve Skadaru a později v Keshmellash. Bohoslužby byly pro veřejnost zakázány a otec Mikel svou službou riskoval svůj život.
Dne 19. dubna 1973 byl před kostelem v Beltojë zatčen. Byl spoután, bit a plivali mu do tváře. Byl obviněn z protikomunistické agitace a z dalších prohřešků. Odsouzen byl na 25 let ve vězení. Na rozsudek reagoval slovy: Jsem rytíř Kristův a zůstanu jím po celý svůj život. Po tomto výroku byl změněn trest na smrt zastřelením.
Rozsudek byl vykonán 10. února 1974.

## Proces blahořečení
Roku 2002 byl v arcidiecézi Skadar-Pult zahájen jeho proces blahořečení ve skupině Vinçenc Prennushi a 37 druhů.
Dne 26. dubna 2016 papež František uznal mučednictví této skupiny. Blahořečeni byli 5. listopadu 2016.